# Silene khasiana
Silene khasiana är en nejlikväxtart som beskrevs av Paul Rohrbach. 
Silene khasiana ingår i släktet glimmar, och familjen nejlikväxter. Inga underarter finns listade i Catalogue of Life.